# 达列力汗·马米汗
达列力汗·马米汗（Дәлелхан Мәмиханұлы 1945年—），新疆阿勒泰人，哈萨克族，中华人民共和国政治人物、第十一届全国人民代表大会新疆地区代表。

## 生平
毕业于北京化工学院无机化学专业，是中共党员。2008年，担任全国人大常委会委员、全国人大民族委员会委员。